# Флора Бутана

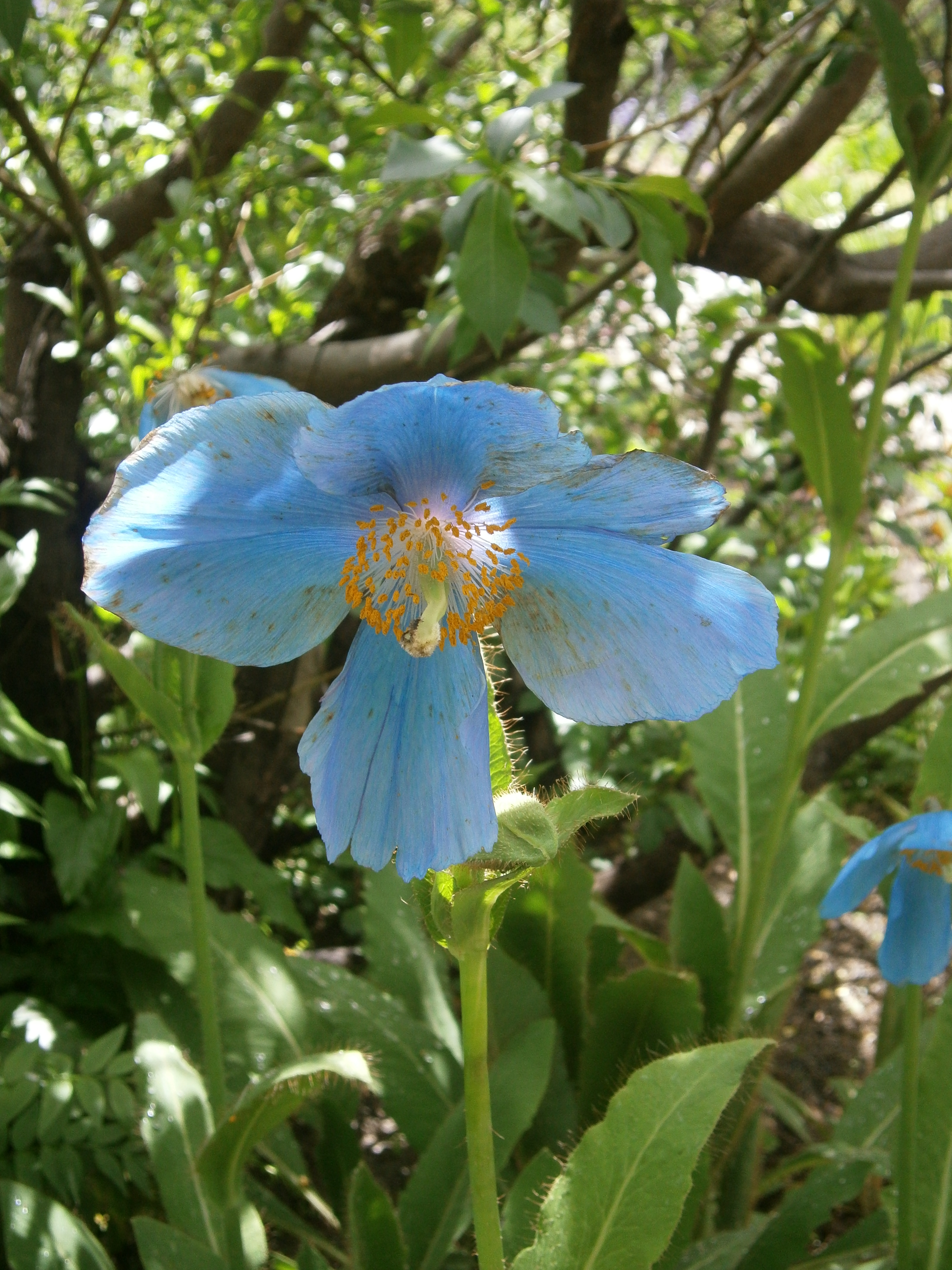
Национальный цветок Бутана — «синий мак» Меконопсис

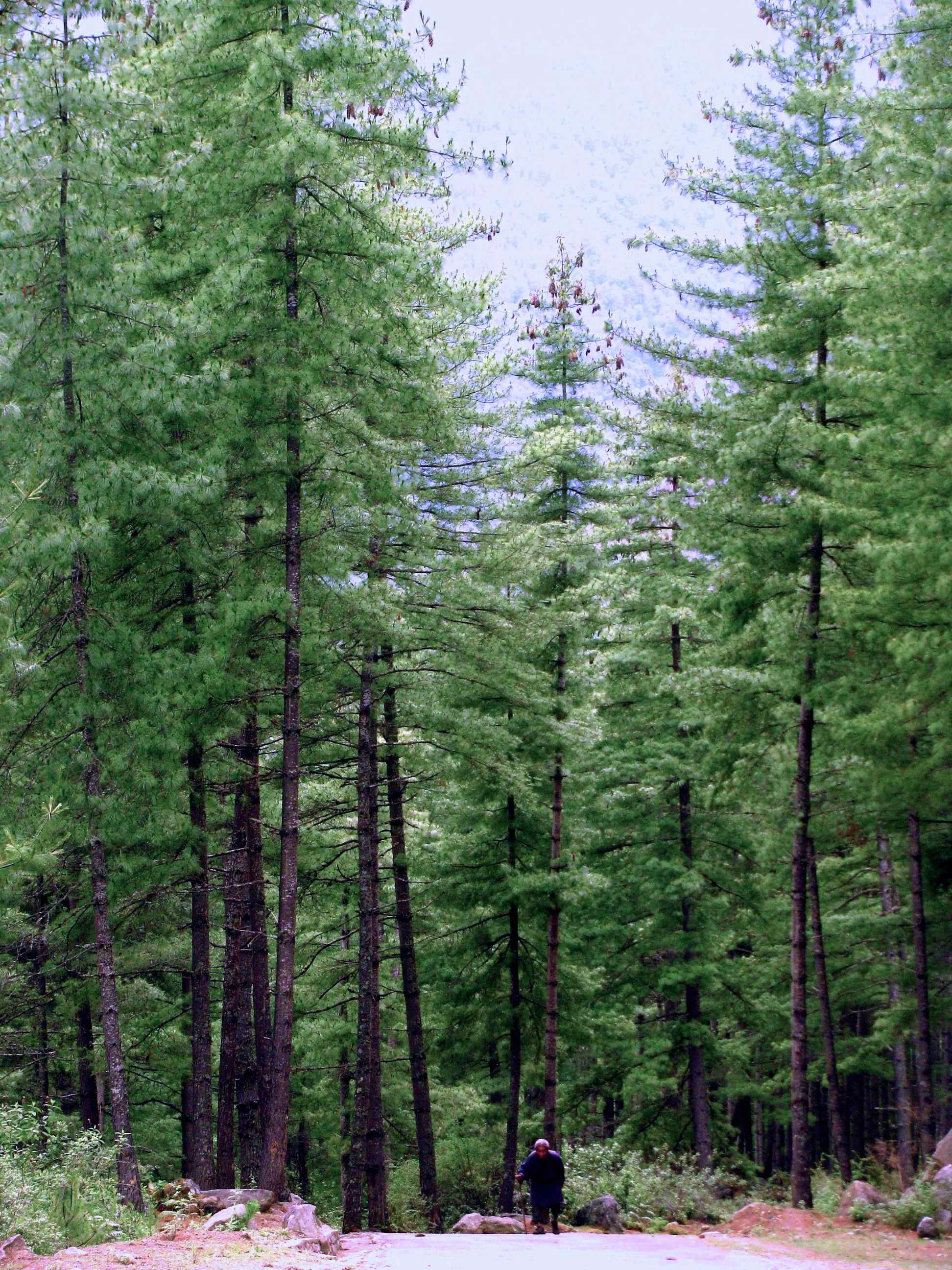
Сосна гималайская, или бутанская Pinus wallichiana

Флора Бутана — совокупность всех видов диких растений, произрастающих на территории Бутана.
Флора Бутана исключительно разнообразна, всего 5400 видов, в том числе свыше 300 видов лекарственных растений, 50 видов рододендронов, 600 видов орхидей. Большинство видов орхидей не растут на высотах более 2100 м над уровнем моря, однако некоторые виды приспособились к жизни на высоте свыше 3700 м. Более 168 видов садовых и огородных растений Бутана выращиваются в Европе.
Богатая и разнообразная флора Бутана включает в себя элементы разного происхождения. Тропические и субтропические вечнозелёные и сезонные леса имеют характерные черты Азиато-Малайского Юго-востока. Ландшафтная мозаика умеренных лугов и лесов имеет Гималайско-китайские элементы. Флора небольшой части сухой и всей влажнотропической части Дуаров происходит с плато Декан. На северо-западе произрастают виды, характерные для Тибета. Некоторые растения альпийской зоны имеют европейско-сибирское и арктическо-альпийское происхождение.

## Типы растительности

### Тропические вечнозелёные леса
Тропические вечнозелёные леса обладают наибольшим видовым разнообразием. Они произрастают до высоты 900 м. Заболоченные джунгли представляют собой очень густые заросли из мимоз, бананов, пальм и бамбуков с обилием лиан и эпифитов. На высотах 900—1800 м произрастают субтропические горные леса и луга. Вдоль лесов из дуба, ореха и сала встречается древовидный рододендрон.
Основными лесообразующими породами тропических лесов Бутана являются кастанопсис и шима (Schima wallichii), виды вечнозеленых дубов (Quercus semecarpifolia, Quercus dilatata, Quercus lanata), коричник гималайский (Cinnamomum tamala). Встречаются участки леса из шореи мощной (Shorea robusta), здесь в примеси участвуют филлантус (Phyllanthus emblica), береза цилиндроколосая (Betula cylindrostachys), ольха непальская (Alnus nepalensis), терминалия (Terminalia chebula) и туна (Toona ciliata). Подокарпус олеандролистный (Podocarpus neriifolius) является представителем древних хвойных. Такие растения, как пальма (Licuala peltata), финик лесной (Phoenix sylvestris), манго, высокие магнолии, гигантский бамбук (Melocanna bambusoides), панданус (Pandanus furcatus) предпочитают опушки леса. Дикий банан (Musa balbisiana) и древовидные папоротники образуют заросли в затенённых местах.

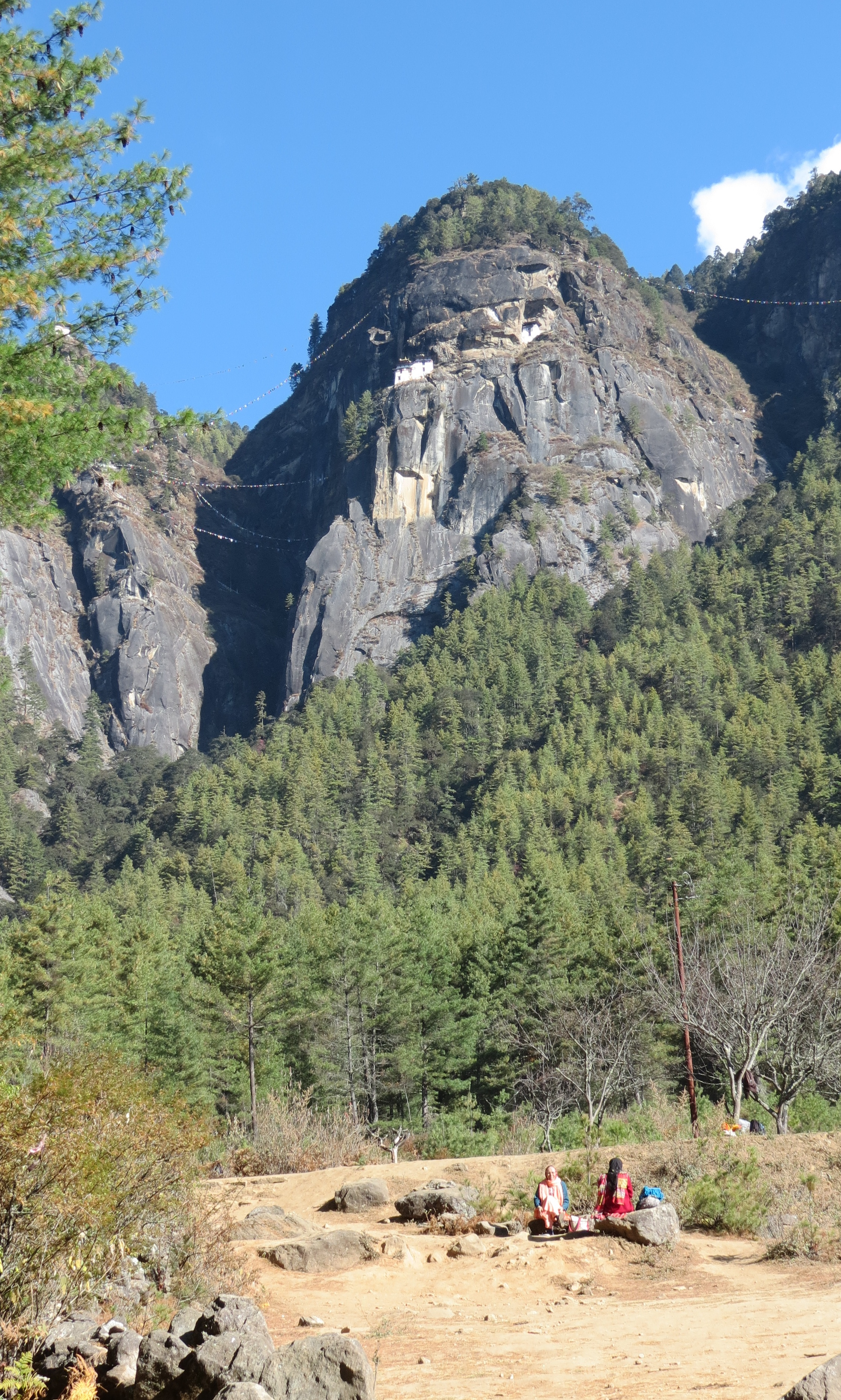
Леса в дзонгхаге Паро

### Умеренные леса
Умеренные леса находятся на высотах между 1800 и 4000 м. Биоразнообразие этих лесов сильно зависит от высоты. Пышная тропическая растительность постепенно уступает место дремучим лесам из дуба, берёзы, клёна, магнолии и лавра.
Основными лесообразущими породами являются различные виды дубов (Quercus serrata, Quercus leucotrichophora, Quercus griffithii), также встречаются рододендрон древовидный (Rhododendron arboreum), береза цилиндроколосая (Betula cylindrostachys) и береза полезная (Betula utilis). На высоте свыше 2000 м начинают господствовать хвойные леса из ели, тиса, кипариса. Наиболее распространёнными видами хвойных являются сосна гималайская (Pinus griffithii), пихта замечательная (Abies spectabilis), ель Смита (Picea smithiana), кипарис гималайский (Cupressus torulosa). Верхняя граница леса находится на высоте между 3600 м и 4500 м здесь преобладают некоторые рододендроны и береза ольхолистная (Betula alnoides), пихта замечательная, встречаются заросли можжевельника. Вдоль всей верхней границы леса в Бутане можно найти его национальный цветок — «синий мак» Меконопсис.

### Альпийские луга
Альпийские и субальпийские луга и кустарники располагаются между верхней границей леса и снеговой линией на высоте около 5500 м. Здесь произрастают низкие кустарники, рододендроны, гималайские луговые травы и цветы. Особенно богаты альпийской флорой западный и центральный Бутан. 

### Кустарниковые заросли
Между верхней границей леса и бесплодными скалами встречаются обширные заросли кустарников, общая площадь которых составляет около 326 га. Наиболее распространёнными видами являются карликовый можжевельник Juniperus squamata, Rhododendron setosum, Rhododendron lepidotum, реже встречаются карликовые дубы и ивы.
В более высокогорных и сухих местах произрастают ксерофитные кустарники родов Карагана, Chesneya, Хвойник и др. На месте вырубленных умеренных лесов, заброшенных сельскохозяйственных земель вырастают плотные заросли бамбука или другие колючие ксерофитные кустарники.

## Красивоцветущие растения
Многие известные садовые красивоцветущие растения, выращиваемые на Западе, имеют бутанское происхождение, в том числе несколько видов рододендрона, клематиса, лилий и мака. В феврале—марте прорастают сквозь мёрзлый грунт две разновидности первоцвета мелкозубчатого. Когда начинают таять снега появляются ярко красные и пурпурные цветки Primula gracilipes. Первые рододендроны зацветают в начале марта. В это же время зацветают местные виды волчеягодника — небольшие кустарники с белыми ароматными цветками. Несколько позже появляются цветки на ещё не имеющих листьев высоких деревьях магнолии Кемпбелла. Магнолии продолжают цвести ещё два месяца. Позже появляются ярко-жёлтые цветки Piptanthus, листья которого имеют серебристый цвет. В это же время цветут кустарник Пиерис гималайский с молодыми листьями красного цвета и с соцветиями в виде веточек с мелкими белыми цветками, а также очень редкая дикая вишня вишнеобразная c тёмно-розовыми цветками. В мае цветут вьющийся шиповник Rosa brunonii и кустарниковый шиповник Rosa macrophylla, спирея прелестная (Spiraea bella) с крупными розовыми цветками, Enkianthus deflexus — дерево с оранжевыми соцветиями.